# Willemstad (Curaçao)
Willemstad (ˈʋɪ.ləm.ˌstɑt) a Karib-tenger déli részén található szigetország, Curaçao fővárosa, amely a Holland Királyság tagállama. Korábban a Holland Antillák fővárosa volt, egészen az államalakulat felbomlásáig. Népessége: kb. 140 000 fő. A város történelmi központját két negyed alkotja: Punda és Otrobanda. Ezeket a Sint Anna öböl választja el egymástól, amely aztán egy természetes kikötőben folytatódik, amelynek neve Schottegat.

## Éghajlat
Willemstad trópusi éghajlati övben terül el.
| Hónap                                     | Jan. | Feb. | Már. | Ápr. | Máj. | Jún. | Júl. | Aug. | Szep. | Okt. | Nov. | Dec. | Év   |
| ----------------------------------------- | ---- | ---- | ---- | ---- | ---- | ---- | ---- | ---- | ----- | ---- | ---- | ---- | ---- |
| Rekord max. hőmérséklet (°C)              | 32,8 | 33,2 | 33,0 | 34,7 | 35,8 | 37,5 | 35,0 | 37,7 | 38,3  | 36,0 | 35,6 | 33,3 | 38,3 |
| Átlagos max. hőmérséklet (°C)             | 29,7 | 30,0 | 30,5 | 31,1 | 31,6 | 32,0 | 31,9 | 32,4 | 32,6  | 31,9 | 31,1 | 30,1 | 31,2 |
| Átlaghőmérséklet (°C)                     | 26,5 | 26,6 | 27,1 | 27,6 | 28,2 | 28,5 | 28,4 | 28,7 | 28,9  | 28,5 | 28,0 | 27,1 | 27,8 |
| Átlagos min. hőmérséklet (°C)             | 24,3 | 24,4 | 24,8 | 25,5 | 26,3 | 26,4 | 26,1 | 26,3 | 26,5  | 26,2 | 25,6 | 24,8 | 25,6 |
| Rekord min. hőmérséklet (°C)              | 20,3 | 20,6 | 21,0 | 22,0 | 21,6 | 22,6 | 22,4 | 21,3 | 21,7  | 21,9 | 22,2 | 21,1 | 20,3 |
| Átl. csapadékmennyiség (mm)               | 44   | 25   | 14   | 19   | 19   | 19   | 40   | 41   | 48    | 83   | 96   | 99   | 547  |
| Havi napsütéses órák száma                | 261  | 247  | 270  | 246  | 258  | 267  | 287  | 295  | 257   | 245  | 236  | 240  | 3109 |
| Forrás: Meteorological Department Curaçao |      |      |      |      |      |      |      |      |       |      |      |      |      |

## Városkép és építészet

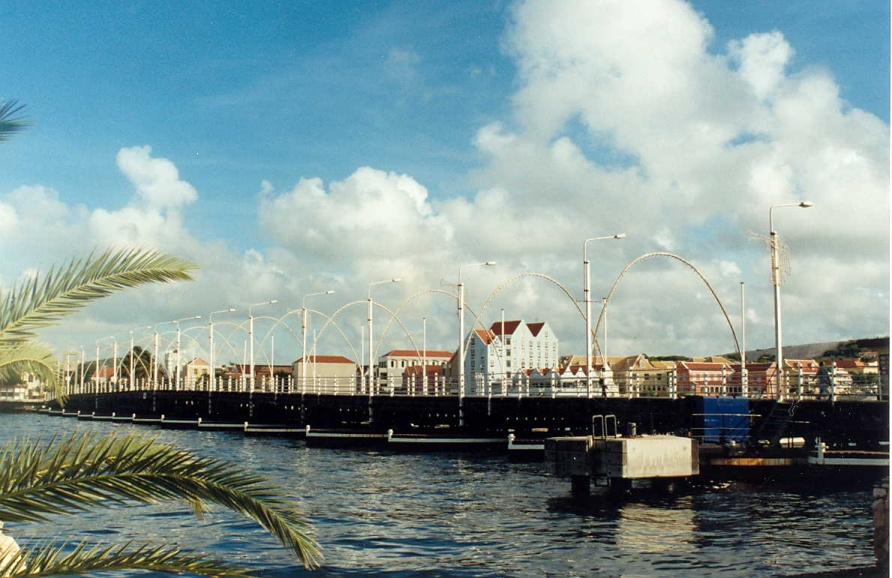
Emma királynő híd

Pundát 1634-ben alapították, amikor a hollandok elfoglalták a szigetet Spanyolországtól. Punda eredeti neve hollandul de punt volt. Otrobanda, amelyet 1707-ben alapítottak, a város újabbik fele, és Willemstad kulturális központja. Neve a Papiamentu otro banda szóból származik, jelentése "a másik oldal." Pundát és Otrobandát egy hosszú pontonhíd, az Emma királynő híd köti össze. A híd még használható, de a napi forgalom ma már inkább az 1967-ben épült  Julianna királynő hidat használja, amely beljebb ível át az öblön. A közelben található továbbá a ma már használaton kívüli Wilhelmina királynő felvonóhíd is.
Willemstad belvárosának összképét meghatározza a gyarmatosítás korának spanyol építészete, amely gazdagon keveredik a holland stílussal. Egyedülálló építészeti egysége miatt a belvárost és a kikötő festői bejáratát az UNESCO világörökséggé nyilvánította. Régészeti kutatásokat is folytattak a város területén.
A willemstadi Snoga zsinagógát szefárdi portugál zsidók építették, akik Amszterdamból és a brazíliai Reciféből érkeztek. Mintájául az amszterdami Esnoga szolgált. A zsinagógát Mikvé Israel  építette 1692-ben; 1732-ben újjáépítették, ez a nyugati félteke legrégebbi zsinagógája.

## Gazdaság
A venezuelai olajmezők közelsége, az ország politikai stabilitása valamint a természetes mély vizű kikötője miatt Willemstad fontos tengeri kikötővé és olajfinomító-központtá vált, valójában a Karib-tenger egyik legjelentősebb olajkikötője. A finomítót, amelyet eredetileg a Royal Dutch Shell épített 1915-ben, jelképes összegért, 1 guldenért eladták Curaçao kormányának amely jelenleg a PDVSA állami venezuelai olajvállalat részére adja bérbe.
A város jelentős idegenforgalmi célpont, több kaszinó is üzemel itt.
Willemstad légikikötője a Hato nemzetközi repülőtér, amely egyben bázisrepülőtere a Dutch Antilles Express és az Insel Air légitársaságoknak is.

## Oktatás
Willemstadban található az Avalon Orvostudományi Egyetem.

## Sport
A baseball Willemstad egyik legnépszerűbb sportja.